# Stellarton
Stellarton är en ort i Kanada.   Den ligger i provinsen Nova Scotia, i den östra delen av landet, 1 000 km öster om huvudstaden Ottawa. Stellarton ligger 32 meter över havet och antalet invånare är 4 485.
Terrängen runt Stellarton är huvudsakligen platt, men österut är den kuperad. Närmaste större samhälle är New Glasgow, 2,9 km norr om Stellarton. 
I omgivningarna runt Stellarton växer i huvudsak blandskog. Runt Stellarton är det tätbefolkat, med 343 invånare per kvadratkilometer.